# 主体间性教育
主体间性教育（intersubjectivity education），是2000年起中国教育工作者在引申胡塞尔的主体间性哲学范畴于教育领域而建立的一种教育哲学思想，其主要目的为试图解决教育教学实践过程中长期悬而未决的师生关系问题。

## 问题提出
教育是一种有目的、有计划、有组织的培养人的社会实践活动，教师与学生是构成教育活动的基本要素。教师与学生在教育过程中的地位和关系问题，一直是教育学一个主要的理论和实践问题。
如何何处理师生在教育中的关系，教育史上存在多种不同的理论观点和实践模式，其中具有较大影响力的观点模式主要是以下三种：
1. 以教师为中心的传统教育模式——这是以赫尔巴特为代表的传统教育派所倡导的教育模式，片面强调教师的权威性，忽视学生的主动性，不利于培养学生的自主能力和创造精神。
2. 以学生为中心的教育模式——这是以杜威为代表的“现代教育”派所倡导的教育模式，从一个极端走向另一个极端，片面强调学生的学习主动性，削弱教师的启发引导作用。
3. “以学生为主体，以教师为主导”的观点——这是中国现行许多教育学教科书的主流观点，这种观点模式导致一种误解，使教师的“主导”作用凌驾于学生的“主体”地位之上，使学生从属于教师而失去其主体地位。

主体间性教育理论就是试图克服上述三种教育观点模式的缺点，使师生（包括师师、师生、生生）之间在教育过程中建立一种真正平等互动的新型关系。

## 理论学说

### 主体间性教育的哲学基础
- 主体性：主体性是人在社会实践过程中所表现出来的自主、自由、能动、创造等能力或作用特性。哲学从时间维度划分，可分为古代哲学、近代哲学和现代哲学。古代哲学主要研究事物或存在的本原或本质即存在论或本体论问题，为存在论或本体论哲学哲学，属于前主体性哲学；近代哲学建立于主客二分基础之上，主要研究认识过程中的主客体关系或认识的本质与实现问题，为认识论哲学，属于主体性哲学；而现代哲学主要研究人与人或主体与主体之间的交互关系即主体间性关系，为主体间性哲学，属于主体性哲学在现代或当代社会的发展[1]。
- 主体间性：主体间性即交互主体性，是主体间的交互关系。主体间性不是反主体性，不是对主体性的绝对否定，而是对主体性的扬弃。主体间性不是把自我看作原子式的个体，而是把自我看作与其他主体相关的的共在（共同存在）。主体间性即交互主体性，是主体与主体间的共在关系[1]。

### 主体间性教育的比较发展
- 主体性教育：主体性教育是相对于非主体性教育而言的教育理论或教育形式。主体性教育理论认为，教师是教育教学之教方面的主体，而学生则是教育教学之学方面的主体；现代教育过程是以培养学生的主体意识或主体性人格为目标的师生协同活动的过程，其关键是真正建立不同于非主体性教育师生主客关系（教师为主体、学生为客体的非平等关系）的师生主体关系（教师与学生皆为主体的平等关系）[2]。
- 主体间性教育：主体间性教育是相对于个人主体性教育而言的教育理论或教育形式，主体间性教育是对个人主体性教育的超越[3]。主体间性教育不是对主体性教育的完全否定，而是主体性教育的深化和发展。从师生主客体论到师生双主体论，从师生双主体论到师生交互主体论，从单向主客体关系到双向或多向交互关系，主体性教育自然发展为主体间性教育[4]。

### 主体间性教育的意义观点
- 目的特征：主体间性教育通过师生间的单向主客体活动向多向交互活动的转变，培养学生的主体间性意识或主体间性人格。主体间性教育的目的是在个人主体性充分发展的基础上，在尊重自然与社会规律的条件下，逐步实现个人与自然、个人与社会、自我与他我之间的共在与和谐。主体间性教育的特征是教育目的上的师生共体性、教育过程中的师生交往性、课程设置上的人文人化性等[3]。。
- 本质过程：主体间性教育强调师生间的交互关系是现代教育的本质，师生间的双向或多向交互活动是现代教育过程的关键。主体间性教育注重教育活动中的师生关系从单向的主客体关系向多向的交互关系转变，从不平等的主客体关系向平等的主体间性转变，从不充分的主体间性向充分的主体间性转变[4]。

## 个研观点
2003年，研究者尹艳秋与叶绪江在主体性教育的基础上，首次明确提出“主体间性教育”的范畴，并初步探讨了主体间性教育的内涵、目的和特征；明确指出其核心是一方面强调并尊重受教育者在教育活动中的主体地位，另一方面引导教育主体的主体人格向主体间性人格的提升；主体间性教育是对个人主体性教育的超越，未来方让位于以发展人的类主体性、培养社会历史活动的主体（类主体）为旨归的类主体教育。
2004年12月，研究者王凡录引申文学的主体间性，首次明确提出“现代教育是主体间性教育”的命题，并初步探讨了主体间性教育的本质、过程与途径；明确指出主体间性即师生间的交互关系是现代教育的本质，师生间的双向或多向交互活动是现代教育过程的关键；不充分的主体间性向充分的主体间性不断变化的过程，就是教育活动的科学性和艺术性不断提高的过程；只有具体而深入地分析和研究具体师生间的交互关系，细化甚至量化从而准确把握师生间的交互关系，才能不断提高教育活动的科学性和艺术性。
除上述关于主体间性教育的基本理论研究之外，之后的相关研究者一般都在进行类似重复的理论研究或关于主体间性教育的具体化研究。关于主体间性教育过程的内在活动要素及其影响因素，师生交互关系或交互活动的具体类型及其相互关系等方面内容，还有待于深入探索。

## 实践探索
随着主体间性教育范畴与理论上的突破，以及主体性教育理念向主体间性教育理念的转变，主体间性教育的实践探索在中国教育领域不断兴起，影响不断扩大。从小学到大学，从普通教育到职业教育，越来越多的教师与教育管理者开始关注师生之间的交互关系，注意师生之间的互动操作，培养学生的平等意识、主体或主体间性意识以及主体或主体间性人格。目前，高等院校侧重于主体间性教育理论研究，而中等学校则侧重于主体间性教育的实践探索（见下附表）。教育工作者的实践探索活动还有待于理论的进一步指导，其实践探索成果也有待于整合提炼，形成新的具体的教育教学理论或教育教学模式。

## 评价
许多研究者对主体间性教育的理论和实践均持肯定态度或积极评价，其中有人认为主体间性教育是一种新型教育模式或教育方式，有人认为它是一种新的教育价值目标等等。也有一些研究者对此持怀疑态度或不同看法，其中有人认为哲学上的主体间性不同于教育领域师生的主体间性，有人认为主体间性教育理论适合于职业教育而不适合于普通教育等。

## 相关科研院校
主体间性教育科研实践院校如下：
| 高等学校                                   | 中等学校                                       | 初等学校 |
| ------------------------------------------ | ---------------------------------------------- | -------- |
| 苏州大学教育学院（页面存档备份，存于）     | 新疆奇台中等职业技术学校（页面存档备份，存于） | （小学） |
| 广西师范大学                               | 重庆市涪陵第十六中学                           | （小学） |
| 淮北煤炭师范学院                           | （中职或中学）                                 | （小学） |
| 广州大学公共管理学院（页面存档备份，存于） | （中职或中学）                                 | （小学） |
| 山东淄博职业学院                           | （中职或中学）                                 | （小学） |

## 入门读物
1. 张文喜.主体间性哲学的内在困境及出路探析[J].江淮论坛,2001,(02).
2. 铁省林.西方哲学中主体性问题的历史嬗变[J].齐鲁学刊, 2003,(02).
3. 郭湛.主体性哲学[M].昆明：云南人民出版社,2002.
4. 冯建军.当代主体教育论[M].南京:江苏教育出版社,2004.
5. [美]莱斯利·P·斯特弗等主编,高文等译.教育中的建构主义[M].上海:华东师范大学出版社,2002．

### 名词链接
- 主性性
- 主性间性
- 主性性教育
- 教育教学模式

### 文章链接
- 郑保章 周文杰：教育论坛：如何培养学生的批判性思维[人民日报.2003-12-13(8)]（页面存档备份，存于）
- 吴岳军：论主体间性视角下的师生关系及其教师角色
- 白臻贤：语言与存在的信仰维度: 从主体性到主体间性（页面存档备份，存于）
- 陈章龙 卢彪：主体间性视域中的核心价值体系教育（页面存档备份，存于）